# Windows on the World
Windows on the World là một địa điểm phức hợp gồm tầng 106 và tầng 107 ở tòa nhà phía Bắc trung tâm Thương mại Thế giới Một tại Hạ Manhattan. Địa điểm này có một nhà hàng tên là Windows on the World, và một nhà hàng nhỏ hơn là Wild Blue, quán bar The Greatest Bar on Earth và các phòng dành cho mục đích cá nhân.